# Eslovénia Central

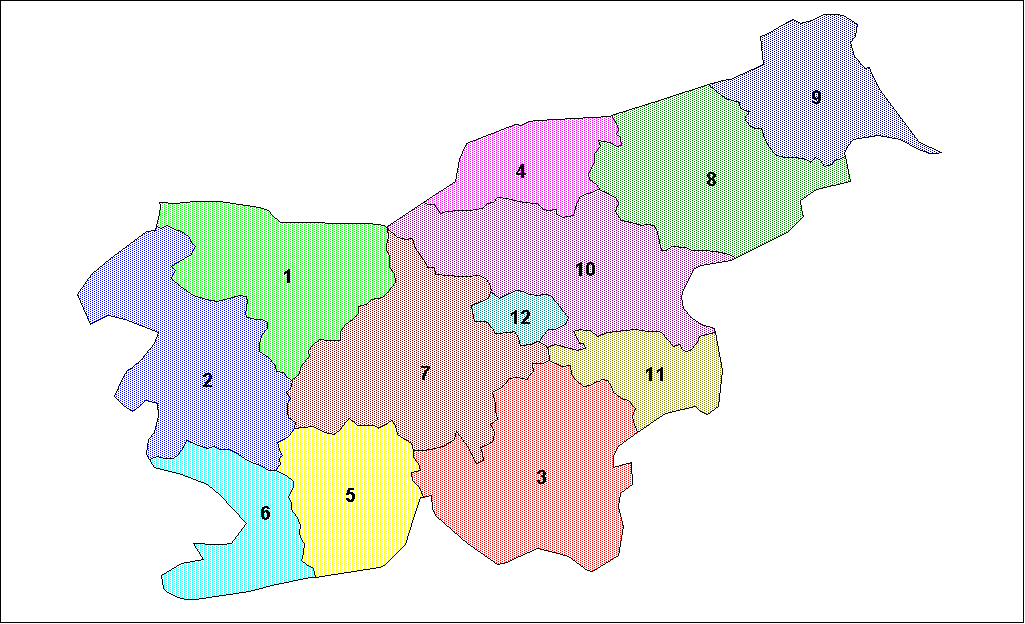
Osrednjeslovenska (n.º 7, em castanho, no centro-oeste), região estatística da Eslovénia Central.

A região da Eslovénia Central (português europeu) ou Eslovênia Central (português brasileiro) (em esloveno:  Osrednjeslovenska regija) é uma das doze regiões estatísticas em que se subdivide a Eslovénia. Em finais de 2005, contava com uma população de 500 021 habitantes.
É composta pelos seguintes municípios:
- Borovnica
- Brezovica
- Dobrepolje
- Dobrova-Polhov Gradec
- Dol em Liubliana (Dol pri Ljubljani)
- Domžale
- Grosuplje
- Horjul
- Ig
- Ivančna Gorica
- Kamnik
- Komenda
- Liubliana (Ljubljana)
- Logatec
- Log-Dragomer
- Lukovica
- Medvode
- Mengeš
- Moravče
- Škofljica
- Šmartno no Litija (Šmartno pri Litiji)
- Trzin
- Velike Lašče
- Vodice
- Vrhnika